# 黑背盤雀鯛
黑背盤雀鯛（学名：Dischistodus prosopotaenia），又名厚殼仔，为輻鰭魚綱鱸形目雀鯛科盤雀鯛屬下的一个种。該物種主要分佈於印度洋東部和太平洋西部，從尼科巴群島到萬那度, 北至琉球群島, 南至澳洲西北部與大堡礁海域，深度1至12公尺，本魚體呈卵圓形，主要特徵在胸部通常是白色，但也有一些黃胸變種，兩側各有一個黑色斑點，背鰭硬棘13枚、背鰭軟條14-16枚、臀鰭硬棘2枚、臀鰭軟條14-15枚，體長可達18.5公分，棲息在沙底質的潟湖及珊瑚礁，生活習性不明。

## 扩展阅读
- 維基物種上的相關：黑背盤雀鯛